# Усть-Сосновка
Усть-Сосно́вка (рос. Усть-Сосновка) — присілок у складі Яшкинського округу Кемеровської області, Росія.

## Населення
Населення — 25 осіб (2010; 55 у 2002).
Національний склад (станом на 2002 рік):
- росіяни — 98 %